# Пемба
Пемба је једно од три острва Занзибарског архипелага у Танзанији, који се налази у близини афричке обале Индијског океана. Пемба се налази 50 километара северно од острва Занзибар и 50 км источно од обале континента. Број становника према попису из 2002. године на острву је био 362 хиљаде становника, а површина острва је 984 km².

## Географија
Острво Пемба је познато под арапским именом Ал Џазира ал Кадра (Al Jazeera Al Khadra) са значењем зелено острво. Његов рељеф је сложенији од острва Занзибар и сматра се да је земљиште на Пемби плодније, нарочито у северним деловима где се узгаја рижа и пасуљ. Један од основних извора прихода је узгајање каранфилића. Такође се узгајају кафа, мускатни орах, банане, шећерна трска.
Од 1990их година на острву се развија туризам што представља значајан извор прихода. За развој туризма су значајни:
- подводно роњење и добро очувани корални гребени са богатом маринском флором,
- тропске плаже,
- рушевине Ras Mkumbu из XIV века и Mkama Ndume из XV века.

Најзначајнији градови су Чаке Чаке, Мкоани и Вете. Главна лука на острву је Вете.

## Историја
Становништво острва је настало мешањем Банту народа, Арапа и Персијанаца из околине Шираза који су се населили на острву у Х веку. Португалци су окупирали острво у XVI веку, али су их потиснули Арапи из Омана 1698. године, а 1822. године га осваја занзибарски султан. 

## Галерија
- Предео под мангровом код града Чаке Чаке
- Породица са Пембе
- Кишни дан у центру града Чаке Чаке
- Вете, пијаца